# 日本驻张家口领事馆
日本驻张家口领事馆是1922年至1939年3月日本政府设在察哈尔省张家口市的领事机构。

## 历史
1922年3月，日本外务省设立了驻张家口领事馆，第一任领事荒井，其下馆员3人。1931年至1934年第四任领事桥本正康。1934年3月热河抗战期间一度闭馆、撤侨。1937年七七事变后再次闭馆撤侨，撤退至赤峰。1937年8月24日日军占领张家口后复馆，领事森冈。1938年5月，升格为总领事馆，内设总务股、经济股、调查股、警察署。1939年3月10日改为兴亚院蒙疆联络部，初代长官为酒井隆中将，第二代是1940年3月就任的竹下義晴少将（1941年3月晋升中将），第三代是1941年12月就任的岩崎民男少将。1942年11月1日，兴亚院改为大东亚省，蒙疆联络部改为“张家口大使馆事务所”，内设官房、总务部（设政务课、调查课）、经济部（设财务科、产业课、交通课）、文教部（设文教课、厚生课）、司政部（设司法课、司政课、警务课），下辖张家口总领事馆、大同领事馆、厚和领事馆、包头领事馆，岩崎民男为首任“大東亜省張家口駐在公使”，1944年8月末代公使为八里知道少将。